# 祖楼镇
祖楼镇，是中华人民共和国安徽省宿州市萧县下辖的一个乡镇级行政单位。

## 行政区划
祖楼镇下辖以下地区：
孟苏庄村、石桥村、孙楼村、穆寨村、湘山庙村、王楼村、祖楼村、张湾村、刘其村和蒋庄村。